# Rafael Martínez Nadal (crítico literario)
Rafael Martínez Nadal (Madrid, 28 de diciembre de 1903 - Londres, 5 de marzo de 2001) fue un crítico literario español, miembro y a su vez estudioso de la generación del 27.

## Biografía
Estudió la carrera de Derecho en la Universidad Central y se introdujo en esferas intelectuales y políticas (militó en los círculos opuestos a la dictadura del general Miguel Primo de Rivera) y deportivas (destacó como boxeador). Bisexual él mismo, se introdujo en el círculo literario gay de la Generación del 27 (Lorca los llamaba epénticos) en Madrid: Federico García Lorca (a quien conoció en casa de Blandino García Ascot), Luis Cernuda, Vicente Aleixandre, el diplomático chileno Carlos Morla Lynch y el pintor Gregorio Prieto; asimismo, se relacionó también con Rosa Chacel y María Zambrano, relacionadas con el Círculo Sáfico de Madrid. 
En 1933 marcha a Francia a trabajar como profesor de español, y en 1935 va a Inglaterra con el cargo de profesor asistente / Assistant Lecturer en el ya antiguo departamento de español de la University of London King's College (este departamento se había creado a mediados del siglo XIX). Al estallar la Guerra Civil, estaba en España y decidió volver a Londres. Pese a considerarse republicano, no participa en una contienda que le parecía absurda. Concluida ya esta, se vuelve a encontrar en el exilio londinense con Cernuda y con Prieto, que comparten una vivienda en Londres. Con el advenimiento de la Segunda Guerra Mundial, decide apoyar a los Aliados, aunque como el King's College ha cerrado sus cursos de español sufre la penuria de todo lo que causa en la economía de guerra el no tener siquiera fuente de sustento. En 1940, bajo el pseudónimo "Antonio Torres", trata temas relativos a España y la guerra en el programa de la BBC, «La voz de Londres», que es oído tanto en España como por los exiliados en el extranjero. En 1944 se reabre el Departamento de Español del King’s College, deja el programa de radio y colabora, como especialista en temas españoles, en The Observer. Allí entrevistó a Indalecio Prieto, Martínez Barrio, José Antonio Aguirre, José Giral, José María Gil Robles, Eugenio Vegas Latapié y Pedro Sainz Rodríguez; incluso el conde de Barcelona le entregó una declaración firmada el 27 de septiembre de 1946, que fue publicada en The Observer el 13 de abril de 1947. Siguió colaborando hasta 1955, y luego dos años más, pero ya esporádicamente.
En 1946 se casó con la bailarina y escultora Jacinta Castillejo, hija del secretario de la Junta para la Ampliación de Estudios y pedagogo José Castillejo y de su esposa, Irene Claremont de Castillejo. De ella tendrá dos hijos: Sara, casada, da clases en el Alexander Technique y le dio cuatro nietos; Miguel, médico, le dio otros cuatro.
Se relaciona mucho con los exiliados españoles, a los que se encuentra frecuentemente en la BBC, pero también con intelectuales ingleses como la poetisa Kathleen Raine y el traductor de Lorca al inglés Stephen Spender. Trabaja también en la Unesco como traductor. Allí conoció a José María Quiroga Pla, con quien sostuvo un largo epistolario hasta su fallecimiento en 1955. Este epistolario lo donó al archivo de la Casa-Museo de Unamuno en Salamanca. 
Sus últimos treinta años de una larga, pero achacosa vida (tenía un marcapasos y murió con 97 años de las complicaciones habidas tras una operación de hígado) los dedicó a publicar inéditos que le habían regalado diversos autores que pasaron por su casa. Con la ayuda del editor catalán exiliado Joan Gili i Serra (1907-1998), publicó una lujosa edición de «El Público». Amor, teatro y caballos en la obra de Federico García Lorca, Londres: Dolphin Books Co., 1970. Con esta editorial de Gili publicó también otros facsímiles de autógrafos de García Lorca. En 1974 rehízo la primera de 1970 y la publicó con un título más ligero en México: Joaquín Mortiz, «El Público». Amor y muerte en la obra de Federico García Lorca, versión corregida, ampliada y más asequible que la de Dolphin.
Supervisó también, junto a Marie Laffranque, otra edición de Lorca en Barcelona: Seix Barral, 1978. En esta El Público aparecía junto a la inacabada Comedia sin título.
Falleció en Londres, a los 97 años, cuando preparaba la edición de la correspondencia entre Unamuno y su pariente Quiroga Pla y una autobiografía. Queda inédito su importante epistolario con Federico García Lorca.

## Obras
- Cuatro lecciones sobre Federico García Lorca. Madrid: Fundación Juan March / Cátedra, 1980.
- Federico García Lorca. Mi penúltimo libro sobre el hombre y el poeta, Madrid: Editorial Casariego, 1992.
- José Castillejo: el hombre y su quehacer en la voz de Londres (1940-1945). Madrid: Casariego, 1998.
- Miguel de Unamuno: dos viñetas, y José María Quiroga Pla: hombre y poeta desterrado en París (1951-1955). Madrid, Casariego, 2000.
- Bajo el pseudónimo Antonio Torres en la BBC y The Observer: Republicanos y monárquicos en el exilio (1944-1956). Madrid: Casariego, 1996.
- Antonio Torres y la política española del Foreign Office (1940-1944). Madrid: Casariego, 1989.
- «El público»: Amor y muerte en la obra de Federico García Lorca, edición de Enrique Ortiz Aguirre, Comunidad de Madrid, 2019.
- Españoles en la Gran Bretaña; Luis Cernuda: el hombre y sus temas. Madrid: Hiperión, 1983.